# 白刺湍蛙
白刺湍蛙（学名：Amolops albispinus），一种于中华人民共和国广东省深圳市梧桐山地区发现的两栖动物，隶属于蛙科湍蛙属。

## 形态特征
白刺湍蛙体型较小，雄蛙体长36.1～42.4毫米，雌蛙体长43.1～50.9毫米。身体背部皮肤粗糙，呈黄褐色，具有黑棕色大斑块；上下唇缘、颊部以及鼓膜区具白色细刺粒；身体腹面为白色，喉部、胸部有灰黑色云斑。